# アショーク・クマール
アショーク・クマール（Ashok Kumar、1911年10月13日 - 2001年12月10日）は、インドのヒンディー語映画で活動した俳優。インド映画を代表する俳優で、映画界の名門ガングリー家の出身である。同国で初めてスター俳優の地位を確立し、同時に初めてアンチヒーローを演じた俳優でもある。キャリアの中で主演俳優から性格俳優に転身して長年にわたりインド映画の第一線で活躍し続け、1989年にダーダーサーヘブ・パールケー賞を受賞し、1999年にはパドマ・ブーシャン勲章を授与されている。

## 生涯

### 生い立ち
1911年10月13日、イギリス領インド帝国ベンガル管区バーガルプル（現在のビハール州）に暮らすベンガル・バラモンの家庭に生まれ、「クムドラール・ガングリー（Kumudlal Ganguly）」と名付けられる。父クンジュラール・ガングリーは弁護士、母ゴウリー・デーヴィは主婦だった。クムドラールは4人兄弟の長男であり、妹サティ・デーヴィはサシャダール・ムカルジーと結婚し、後にインド映画界の名門となるムカルジー＝サマルト家を形成した。弟カリヤーンは「アヌープ・クマール」の芸名で俳優として活動し、末弟アバースは「キショール・クマール」の芸名でプレイバックシンガーとして活動した。弟妹を溺愛していたクムドラールは4人の中で最も長命であり、1987年に末弟アバースが死去してからは自分の誕生日を祝わなくなったという。クムドラールは弁護士になるためカルカッタ管区大学に進学して法学を学んでいたが、次第に映画に関心を抱き、技術スタッフとして映画業界で働くことを目指すようになった。
10代のころ、クムドラールは両親の言いつけでベンガル・バラモン出身のショーバ・デーヴィと結婚した。夫婦仲は円満で、俳優として大成した後も中産階級的な価値観を維持し続け、質素な家庭環境の中で伝統的価値観に基づいて子供たちを養育したという。夫婦の間には息子アループ・ガングリーと娘バーラティ・パテル、ルーパ・ヴェルマ、プリーティ・ガングリーが生まれた。長男アループは1962年に『Bezubaan』で主演を務めたが、興行的に失敗しており、これ以降は映画に出演せず実業家として成功した。次女ルーパは女優として活動し、後にデーヴェン・ヴァルマーと結婚した。三女プリーティはコメディ女優として1970年代から1980年代にかけて活動し、2012年に未婚のまま死去した。
長女バーラティはグジャラート人医師のヴィーレンドラ・パテルと結婚して息子ラーフルとローヒト、娘アヌラーダ・パテルを出産し、アヌラーダは後にカンワルジット・シンと結婚した。バーラティは後に周囲の反対を押し切ってムスリムのハミード・ジャフリー（サイード・ジャフリーの兄）と再婚した。夫婦の間には息子サーヒルが生まれ、バーラティはジュヌヴィエーヴとシャヒーン（ジャフリーと先妻ヴァレリー・サルウェイの娘）の継母となった。ジュヌヴィエーヴは後にシンド人実業家のジャグディープ・アドヴァニと結婚し、夫婦の間にはキアラ・アドヴァニが生まれた。クムドラールはキアラ・アドヴァニとは直接の血縁関係はないが、家系図上は母方の曾祖父に当たる。

### キャリア

#### 1936年 - 1958年
1936年にフランツ・オステンの『Jeevan Naiya』で俳優デビューし、デーヴィカー・ラーニーと共演した。続けて出演した『不可触民の娘』ではデーヴィカー・ラーニーが演じる不可触民の少女と恋に落ちるバラモンの青年役を演じ、映画は興行的な成功を収めた。同作の成功後は『Kangan』『Bandhan』『Jhoola』に出演し、いずれも興行的な成功を収めている。
1943年にギャン・ムカルジーの『Kismet』でムムターズ・シャンティと共演した。同作は未婚の少女の妊娠を描いた作品で、主人公がアンチヒーローとして描写された最初のインド映画となった。『Kismet』はインド映画として初めて配給収入1000万ルピーを記録し、「オールタイム・ブロックバスター」「メガ・ブロックバスター」として映画史に名前を残す作品となった。また、カルカッタのロキシー・シネマでは184週間上映され、この記録は現在でも破られていない。このほか、挿入曲としてカヴィ・プラディープが作曲した愛国歌「Aaj Himalay Ki Choti Se」も人気を集め、映画の成功に大きく貢献した。『Kismet』の成功を受け、主演のアショーク・クマールはインド映画界で最初の大スター俳優の名声を手に入れた。当時のアショーク・クマールの人気について、サーダット・ハーサン・マントーは著書の中で「アショークの人気は日ごとに増していった。彼は外出することはあまりなかったが、彼の姿を見かけると、すぐに群衆が押し寄せてきた。道路は機能を停止し、彼のファンを追い払うために警官たちがラティを振るうことも珍しくなかった」と記している。
1944年から1948年にかけては不振が続き、ギャン・ムカルジーの『Chal Chal Re Naujawan』とメーブーブ・カーンの『Humayun』など一部を除いてすべて興行的に失敗している。1949年にカマール・アムローヒーの『Mahal』で興行的な成功を収め、同作は年間興行成績第3位にランクインするヒット作となった。ヒンディー語映画初のホラー映画である『Mahal』はスター俳優としてのアショーク・クマールの復帰作となっただけではなく、マドゥバーラーの人気を確立した作品となった。また、ケームチャンド・プラカーシュが作曲した映画音楽も高い評価を得ており、挿入曲「Aayega Aanewala」の歌手を務めたラタ・マンゲシュカルも人気歌手の地位を確立した。
1950年代に入ると若手俳優のディリープ・クマール、デーヴ・アーナンド、ラージ・カプールが台頭したが、アショーク・クマールはヒット作に出演し続け、人気俳優の地位を維持した。1950年にラメーシュ・サイガルの『Samadhi』でナリーニ・ジェイワントと共演し、同作は年間興行成績第1位にランクインするヒット作となった。同年には『Sangram』にも出演し、『Kismet』以来となるアンチヒーローを演じて成功を収めた。1951年にはB・R・チョープラーの『Afsana』、ニティン・ボースの『Deedar』に出演した。チョープラーの映画監督としての地位を確立した『Afsana』では二役を演じ、ディリープ・クマールとナルギスと共演した『Deedar』は興行的な成功を収めている。1952年には『Bewafa』でラージ・カプール、ナルギスと共演し、興行成績は平均的な結果に終わっている。
1953年はビマル・ロイの『Parineeta』でミーナー・クマーリーと共演した。同作は1914年に発表されたシャラット・チャンドラ・チョットパッダエの小説『Parineeta』の映画化作品で、批評的・興行的な成功を収めている。その後、アショーク・クマールは数年間ヒット作に恵まれなかったが、1956年に出演した『Ek Hi Raasta』『Bhai-Bhai』『Inspector』のヒットで再びキャリアは軌道に乗った。1957年に出演した『Ek Saal』も成功を収め、1958年には『Chalti Ka Naam Gaadi』では弟アヌープ・クマール、キショール・クマールと共演し、ガングリー兄弟が勢揃いして話題を集めた。同作はカルト的な人気を集め、後年ヒンディー語で2回、マラーティー語で1回リメイク作品が製作された。また、キショール・クマールが歌手を務めた「Ek Ladki Bheegi Bhaagi Si」も人気を集め、現在でも高い人気を得ている。同年にはシャクティ・サマンタの『Howrah Bridge』でマドゥバーラーと共演し、観客と批評家から高い評価を得ている。また、ギータ・ダットが歌手を務め、ヘレンがダンサーとして出演した挿入曲「Mera Naam Chin Chin Chu」や、アシャ・ボスレが歌手を務めた挿入曲「Aaiye Meharban」も人気を集めた。

#### 1960年 - 1997年
1960年代に入ると、アショーク・クマールは主役・準主役・脇役を問わず様々な役柄を演じるようになり、彼は批評的・興行的に高い評価を受け続け、第一線で引き続き人気俳優として活動した。1960年はB・R・チョープラーの『Kanoon』でラージェーンドラ・クマール、ナンダと共演した。同作は商業映画特有の演出や歌曲シーンを排した法廷ドラマを描いた映画だったが興行的な成功を収め、国家映画賞 ヒンディー語長編映画賞を受賞するなど批評的にも成功を収めている。その後は『Dharmputra』『Rakhi』『Aarti』に出演し、『Rakhi』『Aarti』は批評的・興行的な成功を収め、アショーク・クマールは『Rakhi』でフィルムフェア賞 主演男優賞を受賞している。1963年はB・R・チョープラーの『Gumrah』でスニール・ダット、マーラー・シンハー、シャシカラ、ニルパ・ロイと共演した。同作は興行的に大きな成功を収め、アショーク・クマールはフィルムフェア賞主演男優賞にノミネートされ、ベンガル映画ジャーナリスト協会賞 ヒンディー語映画部門主演男優賞を受賞している。また、映画も国家映画賞第3位長編映画賞を受賞している。続いて出演した『Bandini』も批評的・興行的な成功を収め、同作はフィルムフェア賞 監督賞、フィルムフェア賞 作品賞、国家映画賞ヒンディー語長編映画賞を受賞した。また、『Mere Mehboob』ではラージェーンドラ・クマール、サーダナー・シヴダーサーニーと共演し、同作は年間興行成績第1位にランクインしている。また、国家映画賞第2位長編映画賞、フィルムフェア賞 美術賞を受賞している。
1964年は『Pooja Ke Phool』『Phoolon Ki Sej』に出演したがどちらも平均的な興行成績に終わり、『Chitralekha』『Benazir』などほかの出演作は興行的に失敗している。1965年に出演した『Bheegi Raat』は興行的な成功を収め、『Oonche Log』も一定の成功を収めている。1966年は『Mamta』でダルメンドラ、スチトラ・セーンと共演し、同作は国内外で興行的な成功を収めた。続いて出演した『Afsana』は興行成績は芳しくなかったものの、アショーク・クマールはフィルムフェア賞 助演男優賞を受賞している。1967年に出演した『Jewel Thief』『Mehrban』は興行的に大きな成功を収め、『Mehrban』ではフィルムフェア賞助演男優賞にノミネートされた。1968年には『Aashirwad』で主演を務め、興行成績は振るわなかったものの、国家映画賞ヒンディー語長編映画賞を受賞するなど批評家からは高い評価を得ている。アショーク・クマールの演技も高い評価を受け、国家映画賞 主演男優賞、フィルムフェア賞主演男優賞、ベンガル映画ジャーナリスト協会賞ヒンディー語映画部門主演男優賞を受賞した。また、彼が歌手を務めた挿入曲「Rail Gaadi Chhuk Chhuk Chhuk Chhuk」は、インド映画で初めて作られたラップ曲として知られている。1969年にはラージェーシュ・カンナーの出世作となった『Aradhana』にゲスト出演し、サンジャイ・カーン、サーダナー・シヴダーサーニーと共演した『Intaqam』は興行的に大きな成功を収めた。また、国家映画賞ヒンディー語映画部門長編映画賞を受賞した『Satyakam』にも出演している。
1970年代に入るとラージェーシュ・カンナー、ダルメンドラ、アミターブ・バッチャン、マノージュ・クマール、シャシ・カプール、ジーテンドラ、ヴィノード・カンナー、リシ・カプールが台頭し、アショーク・クマールは彼らと様々な作品で共演することになった。1970年は『Sharafat』でダルメンドラとヘマ・マリニと共演し、『Safar』ではラージェーシュ・カンナー、シャルミラ・タゴール、フェローズ・カーンと共演している。両作とも批評的・興行的な成功を収め、監督のアシット・セーンはフィルムフェア賞監督賞を受賞している。また、マノージュ・クマールが監督を務めた愛国映画『Purab Aur Paschim』にも出演し、こちらも国内外で興行的な成功を収めた。1971年に出演した『Adhikar』は興行的に失敗したが、続けて出演した『Naya Zamana』は興行的な成功を収めている。1972年には『パーキーザ 心美しき人』でミーナー・クマーリー、ラージ・クマールと共演した。同作は公開の数週間後に死去したミーナー・クマーリーの遺作となり、興行的に大きな成功を収めている。このほかに『Anuraag』『Victoria No. 203』にも出演しており、『Anuraag』はジョーティ・シネマで28週間上映され、『Victoria No. 203』ではフィルムフェア賞助演男優賞にノミネートされた。一方、ラージェーシュ・カンナーと共演した『Maalik』『Dil Daulat Duniya』の興行成績は振るわなかった。その後は『Dhund』『Prem Nagar』に出演し、1975年には『Chori Mera Kaam』でシャシ・カプール、ジーナット・アマンと共演している。同年には『Mili』でアミターブ・バッチャン、ジャヤー・バッチャンと共演し、興行成績は平凡だったものの批評家からは高い評価を得ている。1976年には『Chhoti Si Baat』『Shankar Dada』『Aap Beati』『Ek Se Badhkar Ek』などのヒット作に出演し、『Chhoti Si Baat』ではフィルムフェア賞助演男優賞にノミネートされた。1977年は『Dream Girl』でダルメンドラ、ヘマ・マリニと共演して興行的な成功を収めたが、同年に出演した『Hira Aur Patthar』『Anand Ashram』『Anurodh』は興行的に失敗している。1978年には『Dil Aur Deewaar』『Khatta Meetha』に出演し、どちらも批評的・興行的な成功を収めた。
1980年は『Khubsoorat』『Jyoti Bane Jwala』『Sau Din Saas Ke』『Judaai』『Takkar』に出演し、1981年には『Maan Gaye Ustaad』『Jyoti』に出演している。1982年から1986年にかけて『Shaukeen』『Tawaif』などに出演するが興行的に振るわず、不遇の時期を過ごした。この間、1984年に『Hum Log』でテレビデビューし、1986年には『Bahadur Shah Zafar』で主演を務めた。1987年は『Mr.インディア』『Watan Ke Rakhwale』『Jawab Hum Denge』に出演し、いずれも興行的な成功を収め、特に『Mr.インディア』は現在でも高い人気を集めている。しかし、これ以降に出演した『Inteqam』『Clerk』『Majboor』『Begunaah』『Humlaa』『Aasoo Bane Angaarey』『Return of Jewel Thief』はいずれも興行的に失敗し、アショーク・クマールのキャリアは低迷した。一方、テレビシリーズの『Bheem-Bhavani』『Tehkikaat』では成功を収めている。1997年に出演した『Ankhon Mein Tum Ho』は批評家から酷評され、興行的にも失敗し、同作を最後に俳優業を引退した。

### 死去
2001年12月10日、アショーク・クマールは心不全のためボンベイのチェンブルにある自宅で死去した。死去に際し、インド首相アタル・ビハーリー・ヴァージペーイーは「俳優の道を目指す多くの世代に影響を与えた」と弔意を表明した。

## 評価

### 人物評

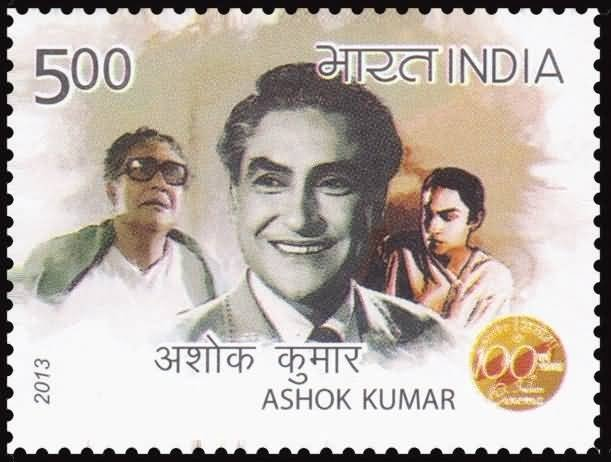
2013年に発行されたアショーク・クマールの記念切手

アショーク・クマールは、インド映画史上最も偉大な俳優の一人に位置付けられている。彼はBox Office Indiaの「トップ・アクターズ」に8回（1940年-1945年、1949年-1950年）ランクインしており、2022年には『アウトルック・インディア』の「ボリウッド俳優ベスト75」にも選出されている。また、ヒンディー語映画に自然派の演技を取り入れたパイオニア的存在であり、キャリアの中で習得した独自の演技スタイルは現在でもモノマネ芸人に真似されるなど人気を得ている。
彼は新人の育成にも力を入れており、ボンベイ・トーキーズ在籍時にはリシケーシュ・ムカルジーを指導している。その後、リシケーシュ・ムカルジーは監督として大成し、『Satyakam』『Anand』『Khubsoorat』などを製作した。また、『Neel Kamal』『Ziddi』『Mahal』を通してラージ・カプール、デーヴ・アーナンド、プラン、マドゥバーラーのキャリアを手助けした。このほか、『Inspector』『Howrah Bridge』を通してヒット作に恵まれなかったシャクティ・サマンタのキャリアを復活させている。

### 受賞歴
| 年                                 | 部門                           | 作品                 | 結果       | 出典            |
| 栄典                               | 栄典                           | 栄典                 | 栄典       | 栄典            |
| ---------------------------------- | ------------------------------ | -------------------- | ---------- | --------------- |
| 1962年                             | パドマ・シュリー勲章           | N/A                  | 受賞       | [ 117 ]         |
| 1999年                             | パドマ・ブーシャン勲章         | N/A                  | 受賞       | [ 118 ]         |
| 2001年                             | サマン賞                       | N/A                  | 受賞       | [ 119 ]         |
| 国家映画賞                         |                                |                      |            |                 |
| 1970年                             | 主演男優賞                     | 『Aashirwad』        | 受賞       | [ 120 ]         |
| 1989年                             | ダーダーサーヘブ・パールケー賞 | N/A                  | 受賞       | [ 121 ]         |
| フィルムフェア賞                   |                                |                      |            |                 |
| 1963年                             | 主演男優賞                     | 『Rakhi』            | 受賞       | [ 122 ] [ 123 ] |
| 1964年                             | 主演男優賞                     | 『Gumrah』           | ノミネート | [ 122 ] [ 123 ] |
| 1967年                             | 助演男優賞                     | 『Afsana』           | 受賞       | [ 122 ] [ 123 ] |
| 1968年                             | 助演男優賞                     | 『Mehrban』          | ノミネート | [ 122 ] [ 123 ] |
| 1970年                             | 主演男優賞                     | 『Aashirwad』        | 受賞       | [ 122 ] [ 123 ] |
| 1970年                             | 助演男優賞                     | 『Aashirwad』        | ノミネート | [ 122 ] [ 123 ] |
| 1974年                             | 助演男優賞                     | 『Victoria No. 203』 | ノミネート | [ 122 ] [ 123 ] |
| 1977年                             | 助演男優賞                     | 『Chhoti Si Baat』   | ノミネート | [ 122 ] [ 123 ] |
| 1996年                             | 生涯功労賞                     | N/A                  | 受賞       | [ 122 ] [ 123 ] |
| ベンガル映画ジャーナリスト協会賞   |                                |                      |            |                 |
| 1964年                             | ヒンディー語映画部門主演男優賞 | 『Gumrah』           | 受賞       |                 |
| 1970年                             | ヒンディー語映画部門主演男優賞 | 『Aashirwad』        | 受賞       |                 |
| スター・スクリーン・アワード       |                                |                      |            |                 |
| 1993年                             | 生涯功労賞                     | N/A                  | 受賞       | [ 124 ]         |
| サンギータ・ナータク・アカデミー賞 |                                |                      |            |                 |
| 1959年                             | 映画部門                       | N/A                  | 受賞       |                 |